# Gare de Marœuil
Gare de Marœuil vasútállomás Franciaországban, Marœuil településen.

## Vasútvonalak
Az állomást az alábbi vasútvonalak érintik:
- Arras-Saint-Pol-sur-Ternoise-vasútvonal

## Kapcsolódó állomások
A vasútállomáshoz az alábbi állomások vannak a legközelebb:
- Gare d’Arras
- Gare de Frévin-Capelle